# Bartender (Lady Antebellum)
Bartender è un singolo del gruppo country statunitense Lady Antebellum, pubblicato nel 2014 ed estratto dall'album 747.

## Tracce
- Download digitale

1. Bartender – 3:18

## Formazione
- Hillary Scott
- Charles Kelley
- Dave Haywood